# Heterops duvali
Heterops duvali är en skalbaggsart som beskrevs av Fisher 1947. Heterops duvali ingår i släktet Heterops och familjen långhorningar.
Artens utbredningsområde är Kuba. Inga underarter finns listade i Catalogue of Life.